# 국권침탈 100년 특별기획 한국과 일본
《국권침탈 100년 특별기획 한국과 일본》은 그 동안 역사에서 전파와 수용, 대립과 갈등을 반복한 한국과 일본의 관계를 담은 다큐멘터리 프로그램이다. 수천 년에 걸친 양국 간의 역사를 최신 연구 바탕으로 기행 형식으로 알기 쉽게 정리하였다. 2010년 8월 14일부터 8월 29일까지 총 5부작에 걸쳐서 방송한다.

## 제작진
- 연출 : 김종석(1,2,3회), 최지원(4,5회)
- 글·구성 : 고은희(1,2,4회), 정윤미(3,5회)
- 조연출 : 공영배, 남동식
- 자료 조사 : 이세희, 이남희
- 성우 : 김태영, 조세령, 김목용
- 내레이션 : 김상현

## 방송 내용
| 방송 채널 | 횟수  | 방송 주제  | 방송일자        | 방송 시간            |
| --------- | ----- | ---------- | --------------- | -------------------- |
| KBS 1TV   | 제1편 | 인연(因緣) | 2010년 8월 14일 | 20:00 ~ 21:00 (60분) |
| KBS 1TV   | 제2편 | 적대(敵對) | 2010년 8월 21일 | 20:00 ~ 21:00 (60분) |
| KBS 1TV   | 제3편 | 공존(共存) | 2010년 8월 22일 | 20:00 ~ 21:00 (60분) |
| KBS 1TV   | 제4편 | 변화(變化) | 2010년 8월 28일 | 20:00 ~ 21:00 (60분) |
| KBS 1TV   | 제5편 | 대결(對決) | 2010년 8월 29일 | 20:00 ~ 21:00 (60분) |